# ДНК хаплогрупе људског Y-хромозома
У људској генетици, Y-хромозом ДНК хаплогрупе су хаплогрупе које се међусобно разликују по непроменљивим деловима Y-хромозома ДНK ланца који остају исти из генерације у генерацију.
Конзорцијум за Y-хромозом је утврдио систем дефинисања Y-ДНК хаплогрупа словима абецеде од A до R, са даљим поделама користећи бројеве и мала слова.
Y-хромозомски Адам је име које су теоретичари дали мушком претку који је најчешћи заједнички патрилинеарни предак свим људима.

## Најважније групе
Највеће Y-хромозом хаплогрупе су:

### Групе A и B
Хаплогрупе A и B су нађене само код становништва субсахарске Африке (и становништва које су задњих векова доведени одатле, првенствено атлантском трговином робљем). Прва грана је била A, са карактеристичном мутацијом M91. Све друге хаплогрупе су сумаризоване као BR (познате и као YxA).
- Хаплогрупа А (M91) - нађена у Африци, првенствено код Којсана, Етиопљана и Нилота.
- BR (M42, M94, M139, M299)
  - Хаплогрупа B (M60) - нађена у Африци, првенствено код Пигмеја и Хаџабија.
  - CR (види испод)

### Групе са мутацијом M168 (CR)
Мутације по којима се разликују CR (све хаплогрупе осим A и B) су M168 и M294. Ове мутације су из времена пре првих људских миграција из Африке. Мутације DE су се десило вероватно у североисточној Африци. М130 и М126 мутације карактеришу хаплогрупу C и по тим мутацијама се разликује од осталих потомака CR који су се вероватно појавили нешто раније, нешто након прве људске миграције из Африке која је хомо сапиенса довела до јужних обала југозападне Азије.
- Хаплогрупа C (M130, M216) - нађена на простору источне Евроазије, Океаније, Јапана и Северне Америке.
  - Хаплогрупа C1 (M8, M105, M131) - нађена у Јапану.
  - Хаплогрупа C2 (M38) - нађена на простору Нове Гвинеје, Меланезије, Микронезије и Полинезије.
  - Хаплогрупа C3 (M217, P44) - нађена на читавом простору Евроазије и Северне Америке, али нарочито код Монгола, Казаса, Тунгуских народа, Нивка и људи На-Дене говорне групе.
  - Хаплогрупа C4 (M347) - нађена међу домороцима Аустралије.
  - Хаплогрупа C5 (M356) - нађена на Индијском полуострву
- Хаплогрупа DE (M1, M145, M203)
  - Хаплогрупа D (M174) - нађена на простору Тибета, Јапана и Андаманских острва.
    - Хаплогрупа D1 (M15)
    - Хаплогрупа D2 (M55, M57, M64.1, M179, P12, P37.1, P41.1 (M359.1), 12f2.2)
    - Хаплогрупа D3 (P47)

  - Хаплогрупа E (M40, M96) - нађена на простору Африке, Блиског истока и Медитерана.
    - Хаплогрупа E1 (M33, M132)
    - Хаплогрупа E2 (M75)
    - Хаплогрупа E3 (P2, DYS391p)
      - Хаплогрупа E3a (M2) - нађена на простору Африке
      - Хаплогрупа E3b (M35) - нађена на простору источне Африке (Етиопљани и Сомалијци), северне Африке (посебно Бербери), Блиског истока и Медитерана (нарочито код Грка, Албанаца и Италијана)
- Хаплогрупа F (M89, M213) - нађена на простору јужне Индије, Шри Ланке, Јунана и Кореје.
  - GR (види изнад)

### Групе које потичу од хаплогрупе F (GR)
Групе које потичу од хаплогрупе F су нађене у око 90% светске популације, али скоро искључиво ван субсахарске Африке. Мутација IJ има везе са сеобом са Блиског истока и западне Азије који је каснио раштркао по целој Европи (Кромањонци). Хаплогрупа G је настала на Блиском истоку или око Кавказа, или можда даље на исток до Пакистана, да би се раширила по Европи током Неолитске револуције. Хаплогрупа H је вероватно настала у Индији и тамо се и задржала, повремено се ширећи ка западу током Ромских сеоба. Хаплогрупа K је вероватно настала у југозападној Азији и ширила се ка Африци, Евроазији и јужном Пацифику.
- Хаплогрупа G (M201) - нађена међу етничким групама Евроазије и Океаније; најчешћа је на подручју Кавказа и Анадолије; у Европи је најчешћа на Сардинији, у северној Италији, северној Шпанији, Тиролу, као и у Чешкој и Моравској; у Уједињеном Краљевству и Норвешкој је заступљена са свега 2%.
  - Хаплогрупа G1
  - Хаплогрупа G2
    - Хаплогрупа G2a
      - Хаплогрупа G2a1

    - Хаплогрупа G2b
    - Хаплогрупа G2c
      - Хаплогрупа G2c1
        - Хаплогрупа G2c1a

  - Хаплогрупа G5
- Хаплогрупа H (M52) - нађена на простору Индије и Шри Ланке.
  - Хаплогрупа H1
  - Хаплогрупа H2
- Хаплогрупа IJ (S2, S22)
  - Хаплогрупа I (M170, M258) - нађена на простору северне Европе, југоисточне Европе, Сардиније и Блиског истока.
    - Хаплогрупа I1 (P38)
      - Хаплогрупа I1 - нађена на простору северне Европе
      - Хаплогрупа I2 - нађена на простору источне Европе и Сардиније

  - Хаплогрупа J (M304, S6, S34, S35)
    - Хаплогрупа J* (минимална дистрибуција)
    - Хаплогрупа J1 - повезана са јужним Семитским народима: највише на Блиском истоку, Етиопији и северној Африци.
    - Хаплогрупа J2 (M172) - нађена на простору Медитерана (посебно у Италији, Грчкој и на Балкану), Турске, Грузије, код Јевреја, Курда, у средњој Азији и јужној Азији.
- Хаплогрупа K (M9) - нађена на простору Нове Гвинеје и Аустралије
  - LR (види испод)
  - Хаплогрупа K1 - нађена на простору Соломонових острва и Фиџију.
  - Хаплогрупа K2 - нађена на простору Африке (људи који говоре Афро-Азијатски и њиховим суседима, као што су Фулбе), Блиског истока и Медитерана.
  - Хаплогрупа K3 - нађена код две особе у јужној Азији.
  - Хаплогрупа K4
  - Хаплогрупа K5 - нађена на простору Нове Гвинеје.
  - Хаплогрупа K6 - нађена на простору Меланезије.
  - Хаплогрупа K7 - нађена на простору Меланезије.

### Групе које потичу од хаплогрупе K (LR)
- Хаплогрупа L (M20) - нађена на простору јужне Азије, централне Азије, Југозападне Азије и Медитерана.
  - Хаплогрупа L1
  - Хаплогрупа L2
  - Хаплогрупа L3
- Хаплогрупа M (M4) - нађена на простору Нове Гвинеје.
  - Хаплогрупа M1
  - Хаплогрупа M2
- Хаплогрупа NO (M214) (минимална дистрибуција)
  - Хаплогрупа N (LLY22g, M231) - нађена на простору најсеверније Евроазије, посебно међу Уралским народима.
    - Хаплогрупа N1
    - Хаплогрупа N2
    - Хаплогрупа N3

  - Хаплогрупа O (M175) - нађена на простору источне Азије, Југоисточне Азије и јужног Пацифика.
- Хаплогрупа P (M45) (минимална дистрибуција)
  - Хаплогрупа Q (MEH2, M242, P36) - нађена на простору Сибира и Америке.
  - Хаплогрупа R (M207, M306) - нађена на простору Европе, западне Азије и јужне Азије.

### Хаплогрупа О
- Хаплогрупа O (M175)
  - Хаплогрупа O1 (MSY2.2) - нађена на простору источне и јужне Кине, Тајвана и југоисточне Азије, нарочито међу Аустронезијцима и Таји-Кадаји народима.
  - Хаплогрупа O2 (P31, M268)
    - Хаплогрупа O2a (M95) - нађена на простору јужне Кине, југоисточне Азије и Индијског полуострва, нарочито међу Аустро-азијатским народима, Таји-Кадајима, Малајцима и Индонежанима.
    - Хаплогрупа O2b (SRY465, M176) - нађена на простору Манџурије, Кореје и Јапана.

  - Хаплогрупа O3 (M122) - нађена на читавом простору источне Азије, јужне Азије и Аустронезије.

### Хаплогрупа Q
- Хаплогрупа Q (M242) M242 - нађена код свих Q подгрупа у прилог додатним маркерима.
  - Хаплогрупа Q*
  - Хаплогрупа Q1 (M120, N14 (M265))
    - Хаплогрупа Q1*
    - Хаплогрупа Q1a (M378)

  - Хаплогрупа Q2 (M25, M143)
  - Хаплогрупа Q3 (M3) - нађена на простору Северне Америке, Централне Америке и Јужне Америке.
    - Хаплогрупа Q3*
    - Хаплогрупа Q3a (M19)
    - Хаплогрупа Q3b (M194)
    - Хаплогрупа Q3c (M199)

  - Хаплогрупа Q4 (P48)
  - Хаплогрупа Q5 (M323)
  - Хаплогрупа Q6 (M346)

### Хаплогрупа R
R1a је највероватније настала у Евроазијским степама, и у вези је са Курганском културом и прото-индо-европском експанзијом. Углавном се појављује у централној Азији, јужној Азији и код словенских народа источне Европе. R1b се може наћи код многих народа Азије и Африке.
- Хаплогрупа R1 (M173) - нађена на простору Европе и западне Азије.
  - Хаплогрупа R1a (M17) - нађена на простору централне Азије, Индије, Шри Ланке, централне и источне Европе.
  - Хаплогрупа R1b (M343) - нађена на простору западне Европе, западне Азије, Ксинјанга и северног Камеруна.
- Хаплогрупа R2 (M124) - нађена на простору Индије, Шри Ланке, Кавказа, централне Азије и источне Европе.